# 1986 RQ
1986 RQ är en asteroid i huvudbältet som upptäcktes den 11 september 1986 av den danska astronomen Poul Jensen vid Brorfelde-observatoriet.
Asteroiden har en diameter på ungefär 6 kilometer.